# Santiago Fuentes Pila
Santiago Fuentes-Pila Ochoa (Villasevil de Toranzo, 1893-Madrid, 1 de junio de 1969) fue un político monárquico y abogado español.

## Biografía
Nació en 1893 en Villasevil de Toranzo, Cantabria. Militante de las huestes mauristas, perteneció al PSP y fue uno de los fundadores de la Juventud Católica Española (JCE). Concejal y teniente de alcalde del Ayuntamiento de Madrid durante la dictadura de Primo de Rivera, también desempeñaría en este período el cargo de gobernador civil de la provincia de Oviedo, gobernador civil de la provincia de Valladolid, y director general de Minas y Combustibles. Miembro a partir de 1928 de la Asamblea Nacional Consultiva de la dictadura, en 1929 se hizo con el liderazgo de la delegación madrileña de las Juventudes de Unión Patriótica. Tras la muerte de Miguel Primo de Rivera en 1930, ingresaría en los cuadros de la Unión Monárquica Nacional. Monárquico radical, durante la Segunda República, formó parte ya desde 1931 de la red de conspiradores antirrepublicanos cuyas reuniones cristalizarían en 1932 en el golpe de Estado conocido como la Sanjurjada. Militaría posteriormente en Renovación Española, y fue también uno de los líderes de la Agrupación Regional Independiente, organización derechista cántabra cuya jefatura estaba copada por miembros de Renovación Española. Resultó elegido diputado de las Cortes republicanas por la circunscripción de Santander en las elecciones de 1933 y 1936.
Fue uno de los veintidós juristas que, designados por el Ministerio de Gobernación franquista, elaboraron el “dictamen sobre la ilegitimidad de los poderes actuantes el 18 de julio de 1936”, documento publicado el 21 de diciembre de 1938, que pretendía justificar la sublevación militar que provocó la guerra civil española. Falleció el 1 de junio de 1969 en Madrid.
Estuvo casado con Pilar Pineda Sanfiz (viuda de Enrique Lluria Iruretagoyena) con la que tuvo un hijo, Santiago Fuentes-Pila Pineda.
Ha sido señalado tentativamente en ocasiones como un posible precursor de un regionalismo cántabro de índole política.